# 渡辺雄二 (ジャーナリスト)
渡辺 雄二（わたなべ ゆうじ、1954年 - ）は、科学ジャーナリスト。
栃木県宇都宮市出身。宇都宮市立中央小学校卒業、宇都宮市立旭中学校卒業、栃木県立宇都宮東高等学校卒業、千葉大学工学部合成化学科卒業。
中学1年の時からバレーボール部に入部し、高校に入ってからもバレーボールを続け、高校関東大会に選手として2度出場する。高校卒業後1年間の自宅浪人を経て、千葉大学に合格し、入学する。入学後は文芸サークルに所属する。
大学卒業後、コンピュータソフト会社、塾自営を経て、東京都内の消費生活問題紙に入社する。入社後は記者として、食品添加物、合成洗剤、バイオテクノロジー、原発などの諸問題を取材し、記事を執筆する。1982年に退社し、フリーの科学ジャーナリストとして活動を開始する。以後、「週刊時事」、「朝日ジャーナル」、「潮」、「中央公論」、「新潮45」、「世界」、「日刊ゲンダイ」などの雑誌や新聞に、エイズ、コンピュータ、バイオテクノロジー、食品添加物、合成洗剤、アレルギー、認知症などの幅広いテーマを執筆する。さらに「週刊金曜日」に記事を執筆し始め、同誌にコラム記事＜買ってはいけない＞の連載を開始する。1999年5月にこのコラム記事を一冊にまとめた『買ってはいけない』が出版され、200万部を超えるベストセラーとなる。以後も、食品や環境、医療などに関する単行本、文庫、新書を出版している

## 主な著書
- 「食品汚染」（技術と人間社）
- 「不安なバイオ食品」（技術と人間社）
- 「人体汚染Q&A」（ラジオ技術社）
- 「これで安心！　子どもの食事Q&A」（共著、ラジオ技術社）
- 「子どもの危険」（ラジオ技術社）
- 「食べものがこわい」（金の星社）
- 「暮らしのエコ・チェックQ&A」（ほんの木社）
- 「アレルギー児が増えている」（三一新書）
- 「エイズは人類を滅ぼすか」（時事通信社）
- 「検証・エイズの常識」（時事通信社）
- 「エイズってなんだろう？」（ポプラ社）
- 「買ってはいけない」共著（金曜日）
- 「誰もがかかる化学物質過敏症」（現代書館、絵:熊谷さとし）
- 「ヤマザキパンはなぜカビないか　誰も書かない食品＆添加物の秘密」（緑風出版）2008年
- 「食べてはいけない添加物　食べてもいい添加物」（だいわ文庫）
- 「コンビニの買ってはいけない食品　買ってもいい食品」（だいわ文庫）
- 「体を壊す10大食品添加物」（幻冬舎新書）
- 「体を壊す13の医薬品・生活用品・化粧品」（幻冬舎新書）
- 「食べるなら、どっち!?」（サンクチュアリ出版）
- 「使うなら、どっち!?」（サンクチュアリ出版）
- 「40代から食べるなら、どっち!?」（サンクチュアリ出版）
- 「化学毒物マヒ」（緑風出版）2018年
- 「スーパーで買ってはいけない食品ガイド」（大和書房）2020年
- 「子どもに「買ってはいけない」「買ってもいい」食品（だいわ文庫）2020年
- 「令和版　食べるなら、どっち!?」（サンクチュアリ出版）2022年
- 「新版　「食べてはいけない」「食べてもいい」添加物」（大和書房）2023年
- 「ドラッグストアで「買ってはいけない」「買ってもいい」商品」（大和書房）2023年

| スタブアイコン | サブスタブ | この項目は、まだ閲覧者の調べものの参照としては役立たない、文人（小説家・詩人・歌人・俳人・作詞家・作家・放送作家・随筆家（コラムニスト）・文芸評論家）に関連した書きかけの項目です。この項目を加筆・訂正などしてくださる協力者を求めています（P:文学/PJ:作家）。 |